# Andrés Trapiello
Andrés García Trapiello (Manzaneda de Torío, 10 giugno 1953) è uno scrittore spagnolo.

## Biografia
Nato a Manzaneda de Torío, nella Provincia di León, nel 1953, vive e lavora a Madrid.
Espulso molto giovane da casa per le proprie convinzioni comuniste, studia filosofia e letteratura all'Università di Valladolid e si trasferisce a Madrid nel 1975 dove comincia a scrivere per riviste, quotidiani e programmi culturali televisivi prima di fondare le edizioni Trieste e La Veleta negli anni '80.
Autore molto prolifico, la sua vasta produzione (iniziata nel 1980 con le poesie di Junto al agua) comprende raccolte di liriche, romanzi, racconti, saggi e una monumentale autobiografia composta da una ventina di diari raccolti sotto il nome Salón de pasos perdidos.
Giornalista per diverse pubblicazioni quali El País, La Vanguardia e ABC, nel 2003 riceve il Premio Nadal grazie al romanzo Gli amici del delitto perfetto.

## Opere principali

### Poesia
- Junto al agua (1980)
- Las tradiciones (1982)
- La vida fácil (1985)
- El mismo libro (1989)
- Las tradiciones (1992)
- Acaso una verdad (1993)
- Poemas escogidos (1998)
- Rama desnuda (2001)
- Un sueño en otro (2004)
- El volador de cometas (2006)
- Segunda oscuridad (2012)
- Y (2018)

### Romanzi e racconti
- La tinta simpática (1988)
- El buque fantasma (1992)
- La malandanza (1996)
- Días y noches (2000)
- La noche de los cuatro caminos. Una historia del Maquis. Madrid, 1945 (2001)
- Gli amici del delitto perfetto (Los amigos del crimen perfecto, 2003), Vicenza, Neri Pozza, 2004 traduzione di Roberta Bovaia ISBN 88-545-0005-4.
- Alla morte di don Chisciotte (Al morir don Quijote, 2004), Vicenza, Neri Pozza, 2005 traduzione di Roberta Bovaia ISBN 88-545-0052-6.
- La seda rota (2006)
- Cara sorella (Los confines, 2009), Vicenza, Neri Pozza, 2010 traduzione di Roberta Bovaia ISBN 978-88-545-0407-3.
- Ayer no más (2012)
- El final de Sancho Panza y otras suertes (2014)

### Diari
- El gato encerrado (1990)
- Locuras sin fundamento (1993)
- El tejado de vidrio (1994)
- Las nubes por dentro (1995)
- Los caballeros del punto fijo (1996)
- Las cosas más extrañas (1997)
- Una caña que piensa (1998)
- Los hemisferios de Magdeburgo (1999)
- Do fuir (2000)
- Las inclemencias del tiempo (2001)
- El fanal hialino (2002)
- Siete moderno (2003)
- El jardín de la pólvora (2005)
- La cosa en sí (2006)
- La manía (2008)
- Troppo vero (2009)
- Apenas sensitivo (2011)
- Miseria y compañía (2013)
- Seré duda (2015)
- Sólo Hechos (2016)
- Mundo es (2017)

### Saggi
- Experiencia plástica de Cristóbal Gabarrón (1997)
- Le vite di Miguel de Cervantes (Las vidas de Miguel de Cervantes, 1993), Vicenza, Neri Pozza, 2006 traduzione di Glauco Felici ISBN 88-545-0058-5.
- Las armas y las letras. Literatura y guerra civil (1936-1939) (1994)
- Clásicos de traje gris (1997)
- Los nietos del Cid. La nueva edad de oro (1898-1914) (1997)
- Sólo eran sombras (1997)
- Viajeros y estables (1998)
- El escritor de diarios (1998)
- Los caminos de vuelta (2000)
- El arca de las palabras (2004)
- ...y Cervantes (2005)
- Imprenta moderna (2006)
- Los vagamundos (2011)
- El rastro (2018)

## Alcuni riconoscimenti
- Premio de la Crítica de poesía castellana: 1993 per Acaso una verdad
- Premio Nadal: 2003 per Gli amici del delitto perfetto
- Prix Madeleine Zepter: 2005
- Premio Fundación José Manuel Lara: 2005 per Alla morte di don Chisciotte